# كيفن ريتشاردسون (لاعب كرة قدم أمريكية)
كيفن ريتشاردسون (بالإنجليزية: Kevin Richardson)‏ هو لاعب كرة قدم أمريكية أمريكي، ولد في 15 مايو 1986 في إليزابيثتاون في الولايات المتحدة.